# Bohumil Trnka
Bohumil Trnka (3. června 1895 Kletečná – 14. února 1984 Praha) byl český jazykovědec a literární historik, anglista, autor učebnic angličtiny, nizozemštiny, dánštiny, norštiny a švédštiny a publikace o těsnopise. Byl členem Pražského lingvistického kroužku.

## Život a dílo
Po maturitě v Praze studoval češtinu a angličtinu na Filozofické fakultě Univerzity Karlovy. Tam také působil od r. 1925 zprvu jako docent a později jako profesor anglického jazyka a anglické literatury.
V období před 2. světovou válkou se zaměřil na studium zvukové podoby angličtiny v synchronním i diachronním pohledu, po válce se pak jeho zájem přesunul k morfologii, syntaxi a sémantice angličtiny. Vydal první fonologický popis angličtiny, který vyšel několikrát i v zahraničí. Je také autorem dějin anglické literatury. Výbor z jeho lingvistického díla vyšel v roce 1982 jako samostatný svazek.

## Publikace
- A phonological analysis of present-day standard English, Praha, 1935.
- Čech mezi Angličany, Praha, 1937.
- Dějiny anglické literatury I: Doba anglosaská, Praha 1973.
- Dějiny anglické literatury II a III: Od bitvy u Hastings do rozkvětu anglické renesance, Praha, 1973.
- Selected papers in structural linguistics. Contributions to English and general linguistics written in the years 1928-1978, Berlin - New York - Amsterdam, 1982.